# Sonate K. 180
La sonate K. 180 (F.130/L.272) en sol majeur est une œuvre pour clavier du compositeur italien Domenico Scarlatti.

## Présentation
La sonate K. 180 en sol majeur, notée Allegro vivo, est la seconde d'une paire avec la sonate précédente.

## Manuscrits
Le manuscrit principal est le numéro 4 du volume II (Ms. A. G. 31407) de Venise (1752), copié pour Maria Barbara ; les autres sont Parme II 2 (Ms. 9773), Münster V 29 (Sant Hs 3968) et Vienne G 42 et Q 15119. Une copie figure à Berlin, ms. 19681 (1760) ; deux copies sont à Saragosse : source 2, B-2 Ms. 31, fos 3v-5r (no 2) et source 3, B-2 Ms. 32, fos 37v-39r, no 19 (1751–1752).

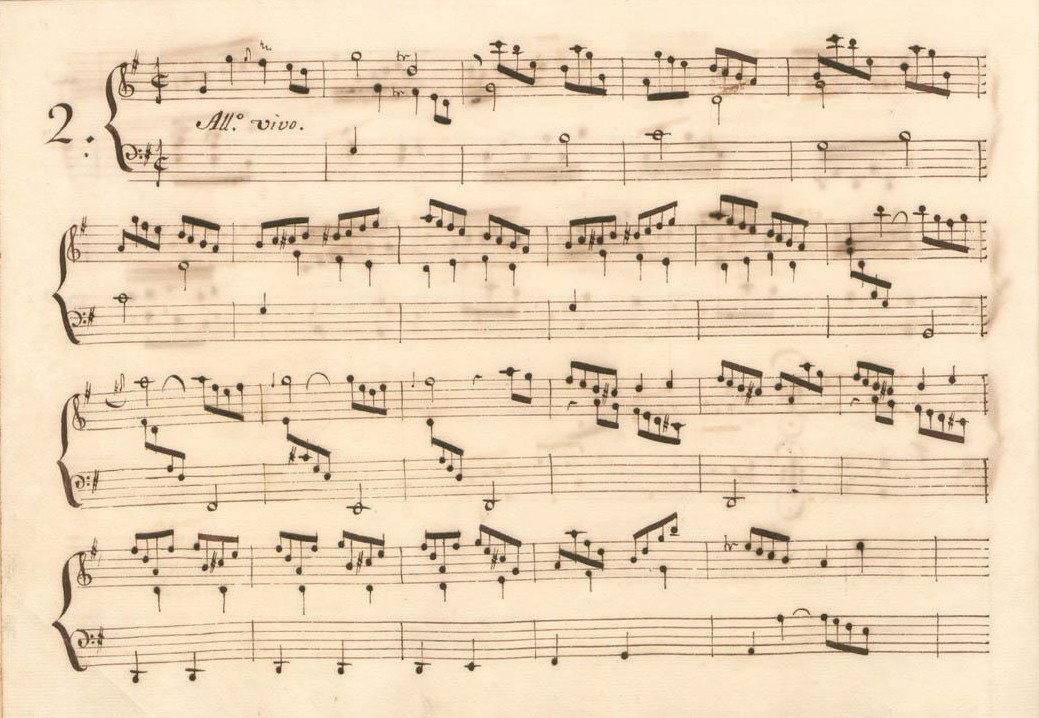
Parme II 2.
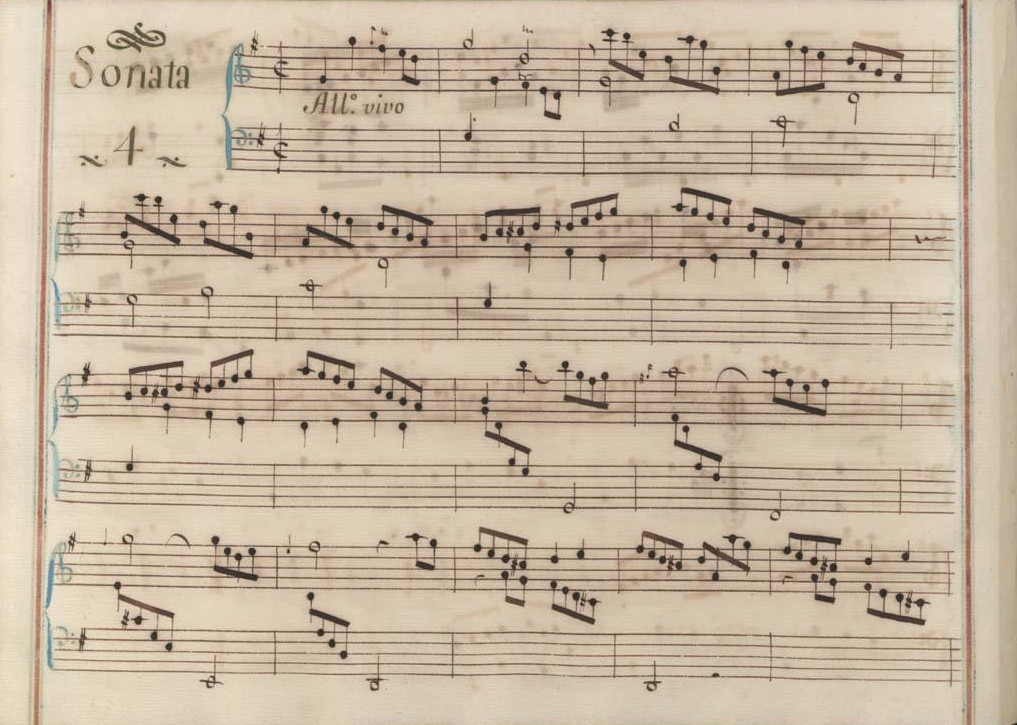
Venise II 4.

## Interprètes
La sonate K. 180 est défendue au piano notamment par Gerda Struhal (2007, Naxos, vol. 12), Carlo Grante (2009, Music & Arts, vol. 1) ; au clavecin par Scott Ross (1985, Erato), Virginia Black (CRD), Richard Lester (2001, Nimbus, vol. 1), Pieter-Jan Belder (Brilliant Classics) et Jean Rondeau (2018, Erato).

## Sources
: document utilisé comme source pour la rédaction de cet article.
- Ralph Kirkpatrick (trad. de l'anglais par Dennis Collins), Domenico Scarlatti, Paris, Lattès, coll. « Musique et Musiciens », 1982 (1re éd. 1953 (en)), 493 p. (ISBN 978-2-7096-0118-4, OCLC 954954205, BNF 34689181).
- Alain de Chambure, « Domenico Scarlatti : Intégrale des sonates — Scott Ross », Erato (2564-62092-2), 1985 (OCLC 891183737) .